# Садырбаев, Жаукен
Жаукен Садырбаев (каз. Садырбаев Жаукен; 1891 год, село Парамоновка, Семипалатинская область, Российская империя — 1970 год) — старший чабан колхоза «Жана Арна» Абаевского района Семипалатинской области, Казахская ССР. Герой Социалистического Труда (1948).
Родился в 1891 году в крестьянской семье в селе Парамоновка Семипалатинской области. В 1929 году вступил в колхоз «Пшеница» Абайского района. С 1936 года — старший чабан колхоза «Жана Арна» Абайского района.
За получение высокой продуктивности животноводства в 1947 году при выполнении колхозом обязательных поставок сельскохозяйственных продуктов и плана развития животноводства удостоен звания Героя Социалистического Труда указом Президиума Верховного Совета СССР от 23 июля 1948 года c вручением ордена Ленина и золотой медали «Серп и Молот».
Скончался в 1970 году.
Память
Его именем названа одна из улиц села Журекадыр Абайского района.